# Кристоф I фон Виндиш-Грец
Кристоф I фон Виндиш-Грец (на немски: Christof I von Windisch-Graetz; * ок. 1495; † 24 февруари 1549) е господар на Виндиш-Грец (днес Словен градец, Словения) в Австрия.

## Живот
Той е син (от осем деца) на Колман II фон Виндиш-Грец († ок. 1502) и съпругата му Валбурга фон Гутенщайн. Внук е на Рупрехт I фон Виндиш-Грец († 1499) и Аделхайд фон Волфстал. Братята му Волфганг († 1516) и Андреас († 1516) са убити в село Хаймшах през Селската война.
Кристоф I се жени на 14 юни 1517 г. за Анна фон Лихтенщайн-Мурау († 10 август 1557), внучка на Никлас I фон Лихтенщайн († 1499/1500) и дъщеря на Кристоф I фон Лихтенщайн-Мурау-Зелтенхайм († 1504) и Радегунда фон Арберг († ок. 1526). Синовете му Еразмус II и Панкрац са издигнати на 7 юли 1551 г. от крал (по-късният император) Фердинанд I на имперски фрайхер и от 1557 г. на граф. На 18 май 1822 г. родът е издигнат на князе.
Гробните камъни на Кристоф I, съпругата му и баща му се намират в църквата-манастир Мур в Грац.

## Деца
Кристоф I и Анна фон Лихтенщайн имат децата:
- Еразмус II (* ок. 1519; † юли 1573/1 февруари 1575), от 1551 г. имперски фрайхер и от 1557 г. граф на Виндиш-Грец, женен I. 1538 г за Кунигунда фон Щадел († ок. 1540), II. 1540 г. за Анна Парадайзер, III. 1554 г. за фрайин Мария Маргарета Унгнад фон Зонег († 3 януари 1573)
- Панкрац фон Виндиш-Грец (* 1525; † 20 октомври 1591), от 1551 г. имперски фрайхер и от 1557 г. граф на Виндиш-Грец, женен I. 1559 г. за фрайин Маргарета Унгнад фон Зонег († 18 март 1570), II. на 1 юли 1571 г. за Регина фон Шерфенберг († 17 юли 1571), III. на 30 ноември 1572 г. за графиня Хиполита фон Шлик (* 1535; † 14 октомври 1598)
- Валбурга (* пр. 24 февруари 1549 или ок. 1522)